# Religião na Bósnia e Herzegovina

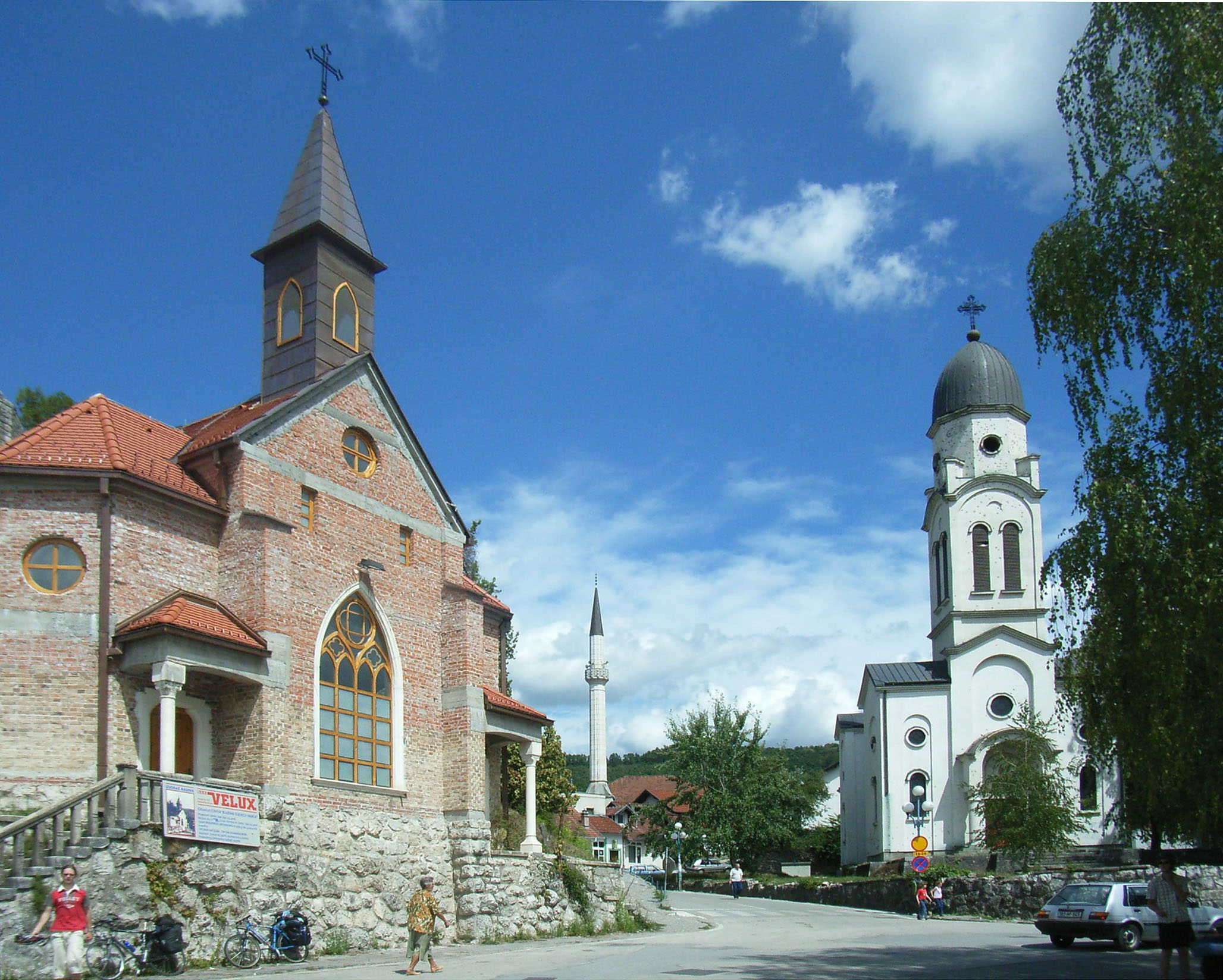
Igreja católica, igreja ortodoxa sérvia e mesquita em Bosanska Krupa

A Constituição da Bósnia e Herzegovina prevê a liberdade de culto da população multiétnica. De acordo com dados de 2001, a maioria da população é muçulmana, mas com importante presença de cristãos ortodoxos e católicos.

## Demografia religiosa
| Religiosidade na Bósnia e Herzegovina (2001) | Religiosidade na Bósnia e Herzegovina (2001) | Religiosidade na Bósnia e Herzegovina (2001) | Religiosidade na Bósnia e Herzegovina (2001) | Religiosidade na Bósnia e Herzegovina (2001) |
| -------------------------------------------- | -------------------------------------------- | -------------------------------------------- | -------------------------------------------- | -------------------------------------------- |
|                                              |                                              |                                              |                                              |                                              |
| Islamismo                                    | Islamismo                                    |                                              | 49%                                          | 49%                                          |
| Igreja Ortodoxa Sérvia                       | Igreja Ortodoxa Sérvia                       |                                              | 35%                                          | 35%                                          |
| Catolicismo                                  | Catolicismo                                  |                                              | 13%                                          | 13%                                          |
| Outros                                       | Outros                                       |                                              | 2%                                           | 2%                                           |
| Protestantismo                               | Protestantismo                               |                                              | 1%                                           | 1%                                           |

Em 1800, 40% dos bósnios eram ortodoxos e quase a metade eram muçulmanos. O islamismo chegou ao auge em 1600, quando três quartos dos bósnios o seguiam. Bósnios são geralmente associados com o Islã, croatas bósnios com a Igreja Católica Romana, e sérvios bósnios com a Igreja Ortodoxa Sérvia. Em 2001, os muçulmanos constituíam 49% da população, os sérvios ortodoxos 35%, católicos 13%, e outros grupos 3% (incluindo os não religiosos, judeus e protestantes ). A comunidade judaica tem cerca de 1.000 fiéis e mantém um lugar histórico na sociedade em virtude de séculos de convivência com outras comunidades religiosas e seu papel ativo na mediação entre essas comunidades.
A taxa de observância religiosa é relativamente baixa entre os grupos religiosos tradicionais, no entanto, algumas áreas têm significativamente maior observância, como entre os croatas católicos na região Herzegovina e entre os muçulmanos bósnios na região central da Bósnia. Para muitos bósnios muçulmanos, a religião muitas vezes serve como uma comunidade ou identificador étnico e a prática religiosa se limita a visitas ocasionais às mesquitas ou ritos significativos de passagem como o nascimento, casamento e morte. No entanto, os líderes religiosos das comunidades muçulmana, católica e ortodoxa afirmam que todas as formas de cumprimento foram aumentando entre os jovens como uma expressão de maior identificação com sua herança étnica, em grande parte devido ao renascimento religioso nacional, que ocorreu como resultado da guerra da Bósnia(1992-1995). Crentes mais jovens que cresceram no período pós-comunista também têm mais liberdade para praticar sua religião e mais acesso à educação religiosa. Os líderes das três maiores comunidades religiosas observam que gozavam de maior apoio de seus fiéis em áreas rurais da Bósnia do que daqueles em centros urbanos, como Sarajevo e Banja Luka .
A limpeza étnica durante a guerra de 1992 a 1995 provocou a migração interna e de refugiados, que segregou a população em áreas etno-religiosas separados. Aumento dos níveis de rendimentos, que atingiu o pico em 2002, continuou a diminuir de forma significativa a prática religiosa, deixando a maioria dos adeptos sérvios ortodoxos que vivem no RS e a maioria dos muçulmanos e católicos na Federação. Dentro da Federação, áreas de maioria muçulmana e católica distintas permanecem. No entanto, os retornos de adeptos sérvios ortodoxos e muçulmanos nos últimos anos para suas casas antes da guerra na Bósnia ocidental e os muçulmanos para suas casas antes da guerra no leste da Bósnia mudaram a composição étnica-religiosa em ambas as áreas. Por exemplo, a população pré-guerra do leste do RS cidade de Bratunac foi de 64% bósnia. Em 2002, a população era quase completamente sérvia, em 2007, após o retorno de 6.500 bósnios, a população era de 38% bósnia. Da mesma forma, no Município Prijedor no RS, cerca de metade da população de antes da guerra bósnia, de 49.500, foram devolvidos, revertendo parcialmente os efeitos da limpeza étnica. O número de católicos que voltaram à Bósnia central e do RS, bem como dos sérvios retornando para a Federação, era insignificante.
Há oito muftis (eruditos islâmicos) localizadas nos principais municípios: Sarajevo , Bihac , Travnik , Tuzla , Gorazde , Zenica , Mostar e Banja Luka . As comunidades islâmicas mais conservadoras na Bósnia estão localizados em cidades como Travnik, Bocinja / Zavidovici, Tesanj, Maglaj, Bugojno, e Zenica. A comunidade católica mantém Conferência dos seus Bispos, como uma estrutura organizacional e regional abrangente, com os bispos residentes em Mostar, Banja Luka, e Sarajevo, a ordem franciscana mantém a sua presença mais forte na Bósnia central perto de Sarajevo e na Herzegovina. A Igreja Ortodoxa sérvia mantém a sua maior influência no RS, com os bispos mais influentes residentes em Banja Luka, Trebinje e Bijeljina. Há várias pequenas denominações cristãs em todo mundo.

## Situação da liberdade religiosa
A Constituição do Estado prevê a liberdade religião, no entanto, o respeito pela liberdade religiosa diminuiu devido à aplicação seletiva legal e a indiferença do governo, que permitiu que a violência social aumentasse, restringindo grupos religiosos minoritários de exercerem suas crenças. Em 16 de outubro de 2006, o Ministério dos Direitos Humanos e Refugiados emitiu instruções para a implementação da Lei de Liberdade Religiosa, que prevê a liberdade de religião, garante status legal das igrejas e comunidades religiosas, e proíbe qualquer forma de discriminação contra qualquer comunidade religiosa . A lei também fornece a base para o estabelecimento de relações entre as comunidades do estado e religiosa.
As salvaguardas da Constituição do Estado garante direitos aos três principais grupos étnicos, bósnios(muçulmanos), sérvios(ortodoxos) e croatas (católicos), e, por extensão, as três maiores comunidades religiosas, fornecendo representação proporcional para cada grupo no governo e nas forças armadas. Como resultado da estrutura governamental criado pelos Acordos de Dayton, assentos parlamentares e a maioria dos cargos públicos são distribuídos especificamente aos membros dos três "povos constitutivos". Essas determinações muitas vezes resultam em discriminação constitucional contra "outros" e simpatizantes de certas comunidades religiosas que não se encaixam perfeitamente nos três grupos maioritários. Durante o período coberto pelo relatório que verificou essas informações, os membros da comunidade judaica e os ciganos moveram processos judiciais separados perante o Tribunal Europeu dos Direitos Humanos para lidar com esta discriminação contra aqueles considerados "outros" pela Constituição do Estado. Suas reivindicações não foram abordados durante o período do relatório.
O governo da Bósnia não reconhece oficialmente nenhum dos feriados religiosos como um feriado oficial, e o Parlamento continua a discordar sobre da lei estadual em feriados nacionais. Entidade e as autoridades cantonais rotineiramente reconhecem feriados religiosos celebrados pelos membros da religião maioritária da área, com escritórios governamentais e públicas fechadas nesses dias.

## Monumentos religiosos no Bósnia e Herzegovina

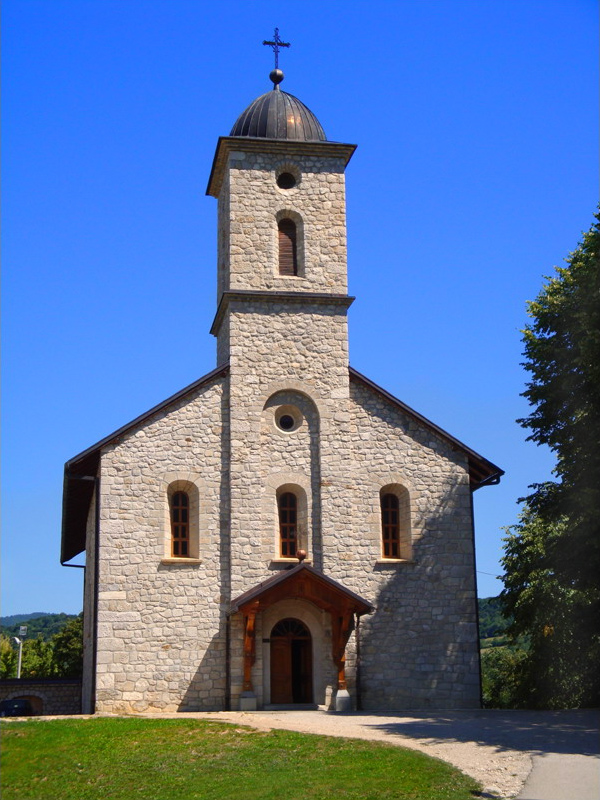
Monastério Krupa, localizado em Banja Luka
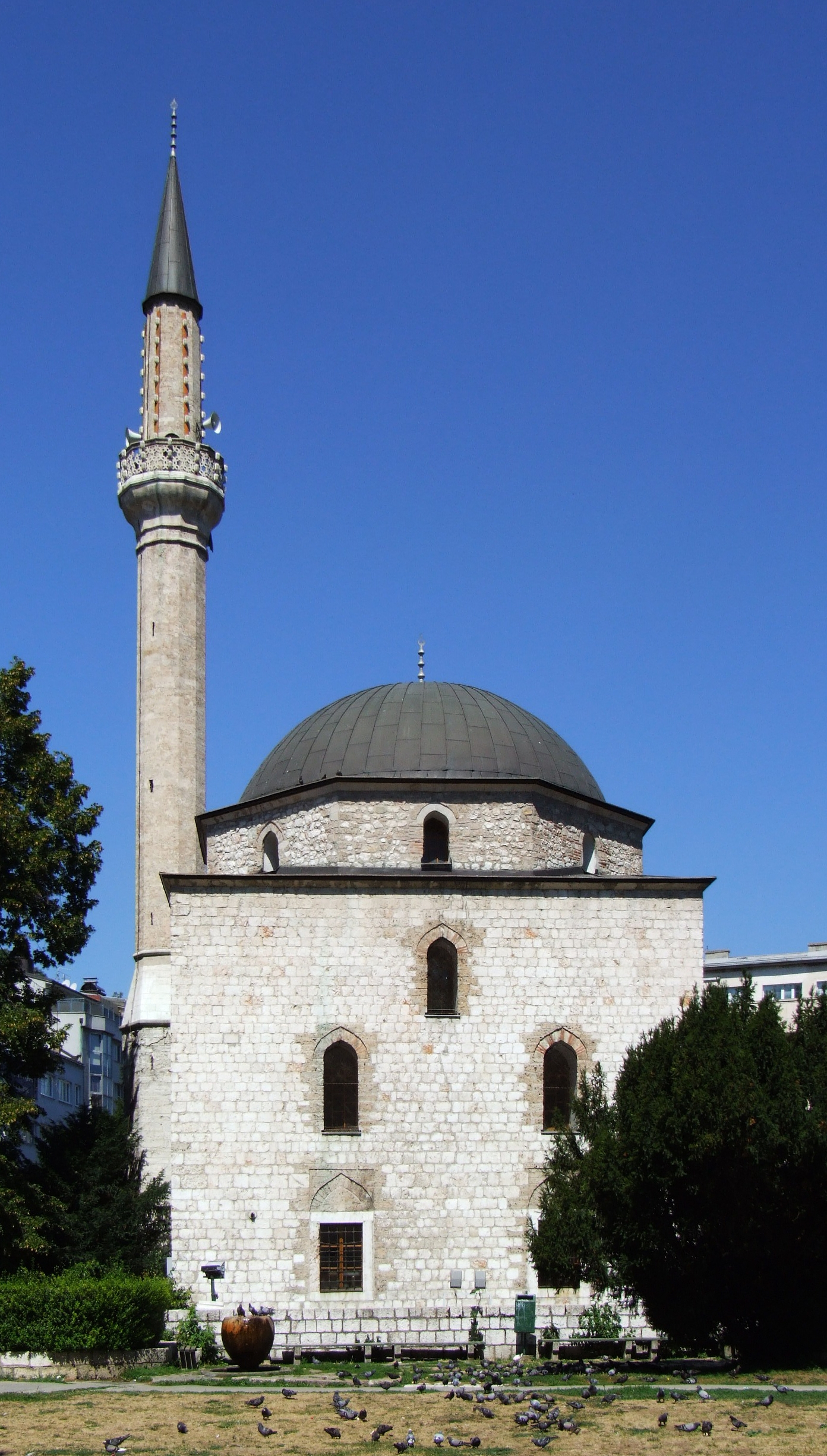
Mesquita Ali Pasha em Sarajevo
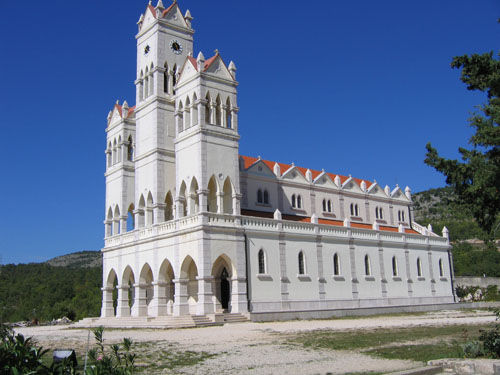
Igreja de Santa Catarina (Grude)
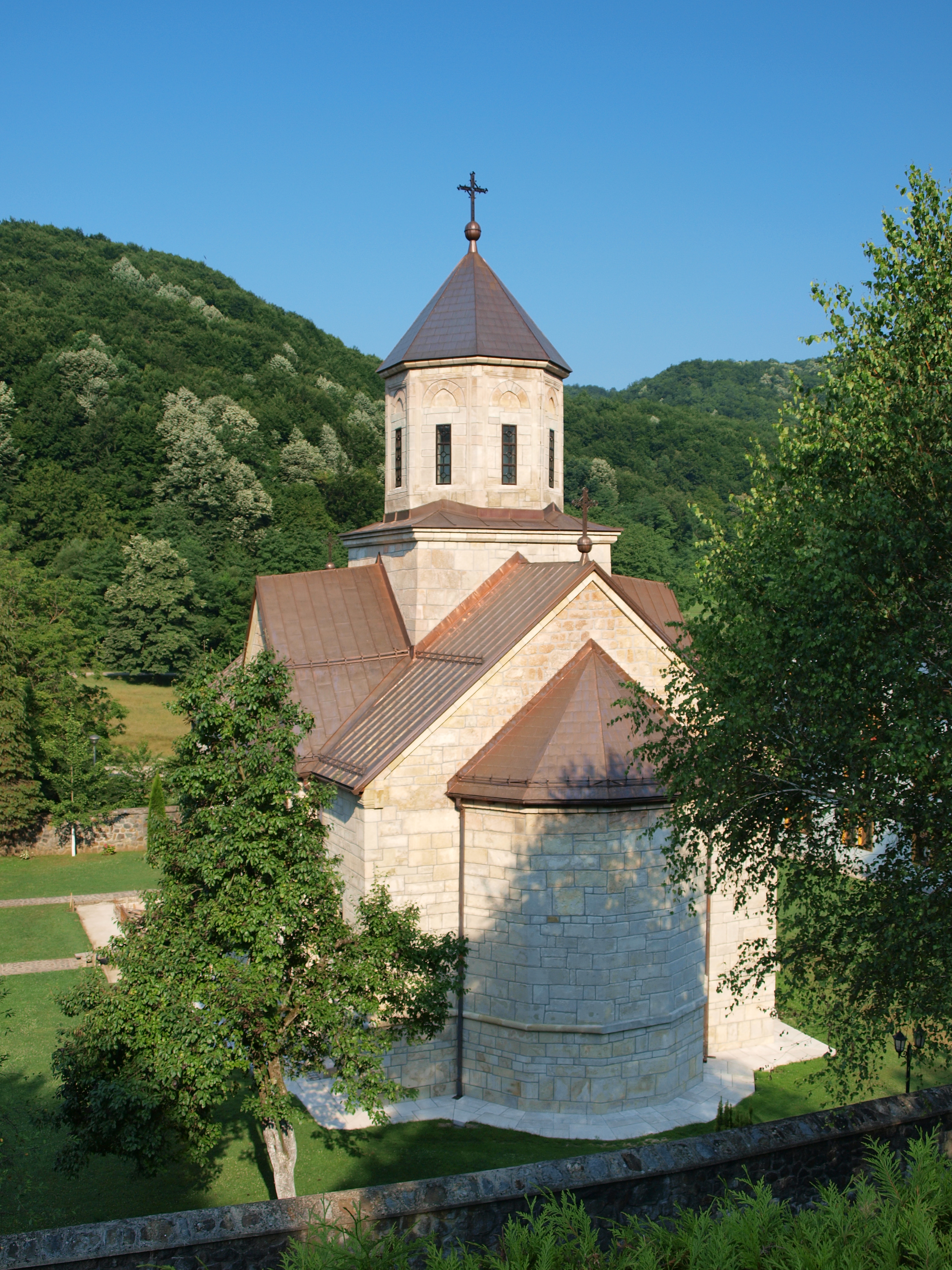
Mosteiro Moštanica, em [[Kozarska Dubica
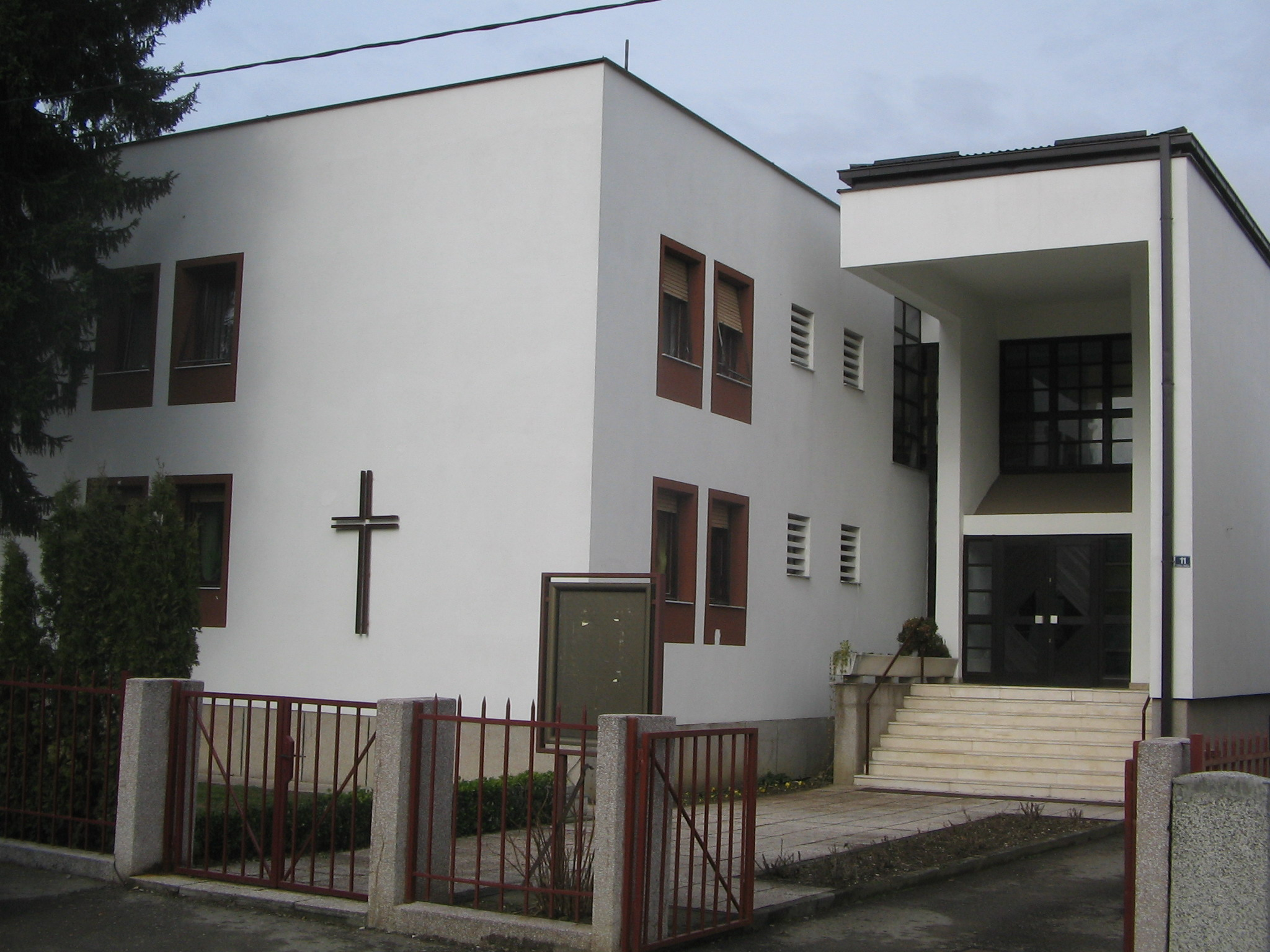
Igreja Adventista em Banja Luka
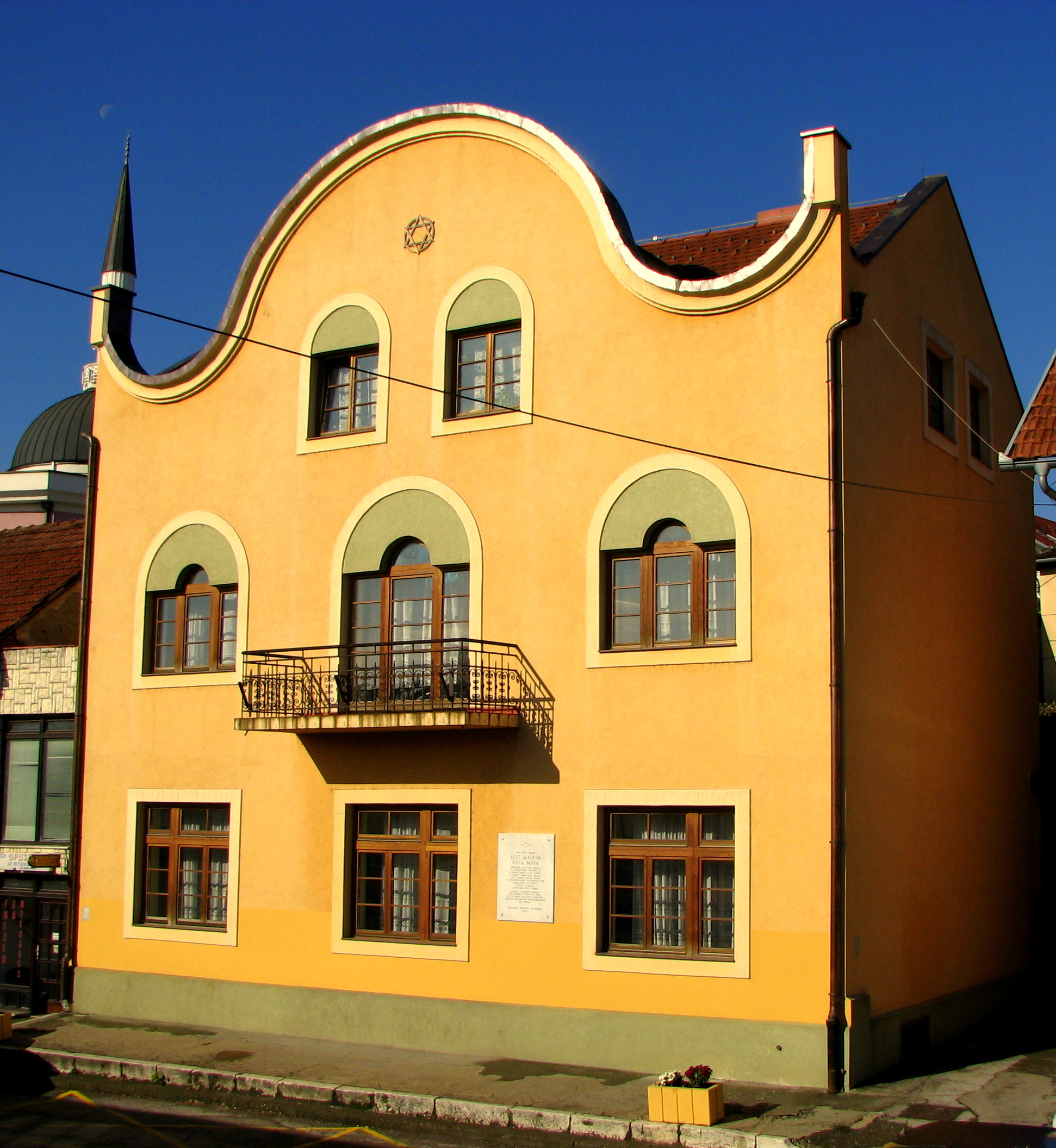
Sinagoga em Doboj
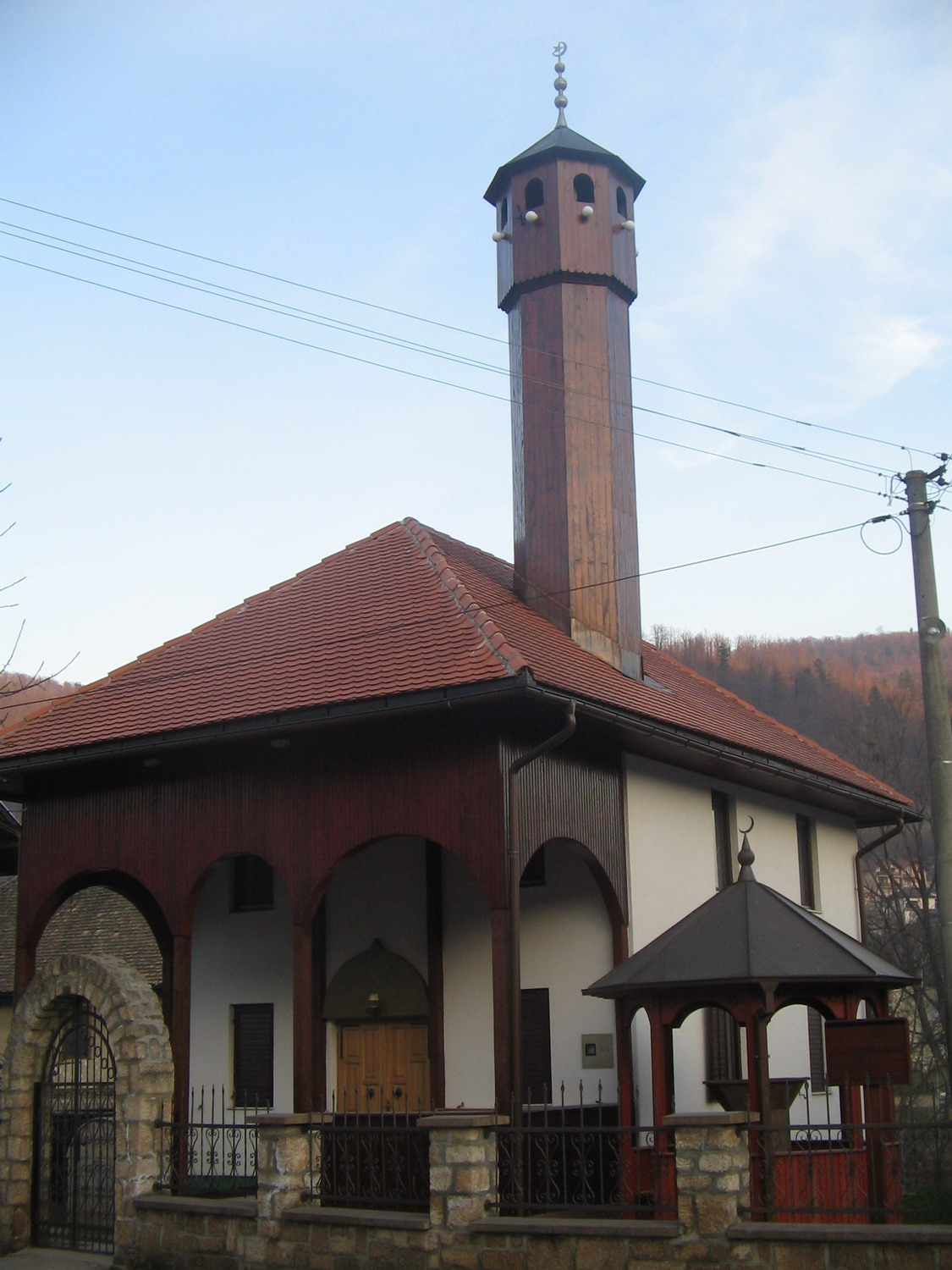
Mesquita Hadži Zulfikar em Banja Luka
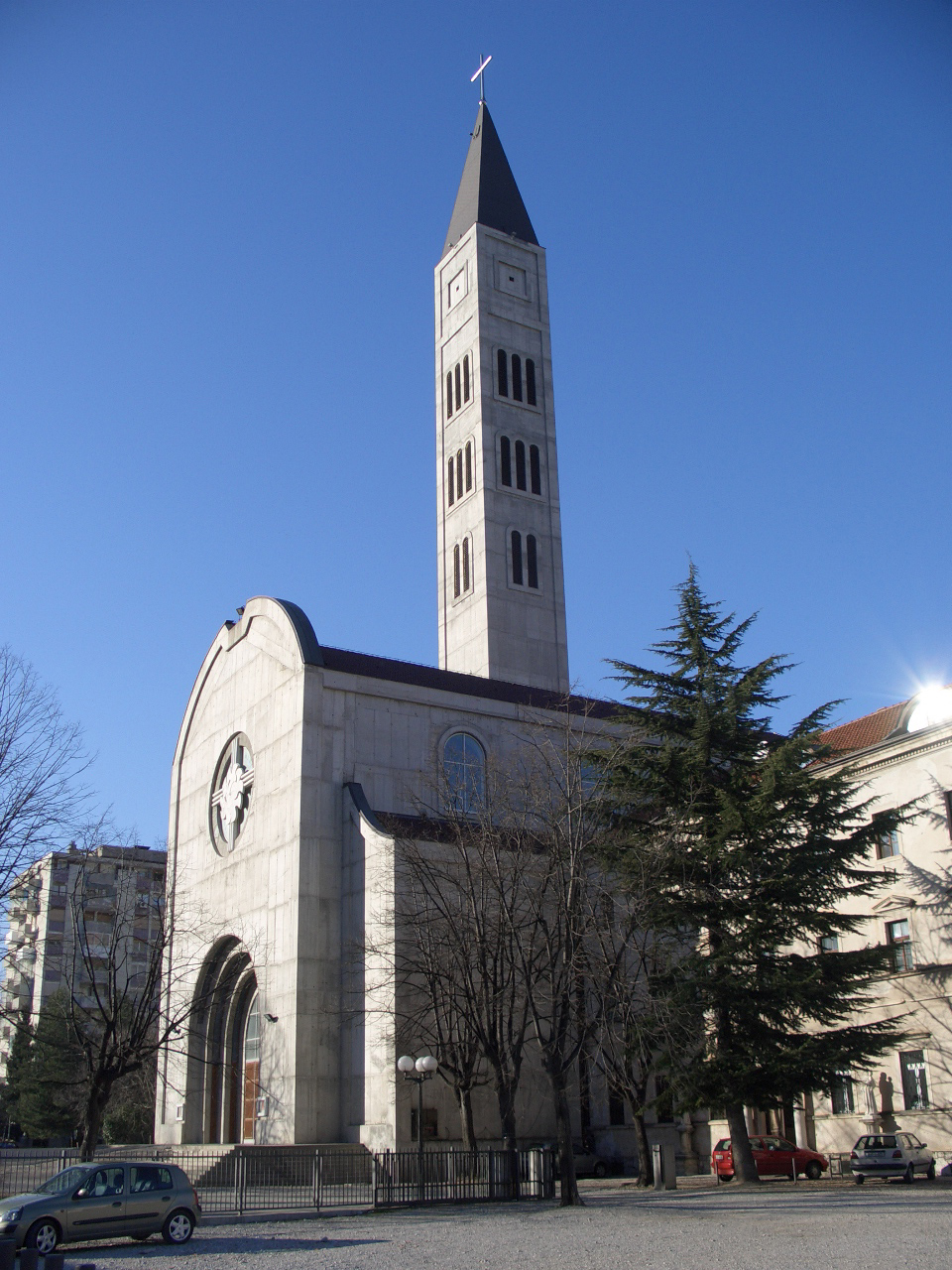
Igreja São Pedro e São Paulo (Mostar)
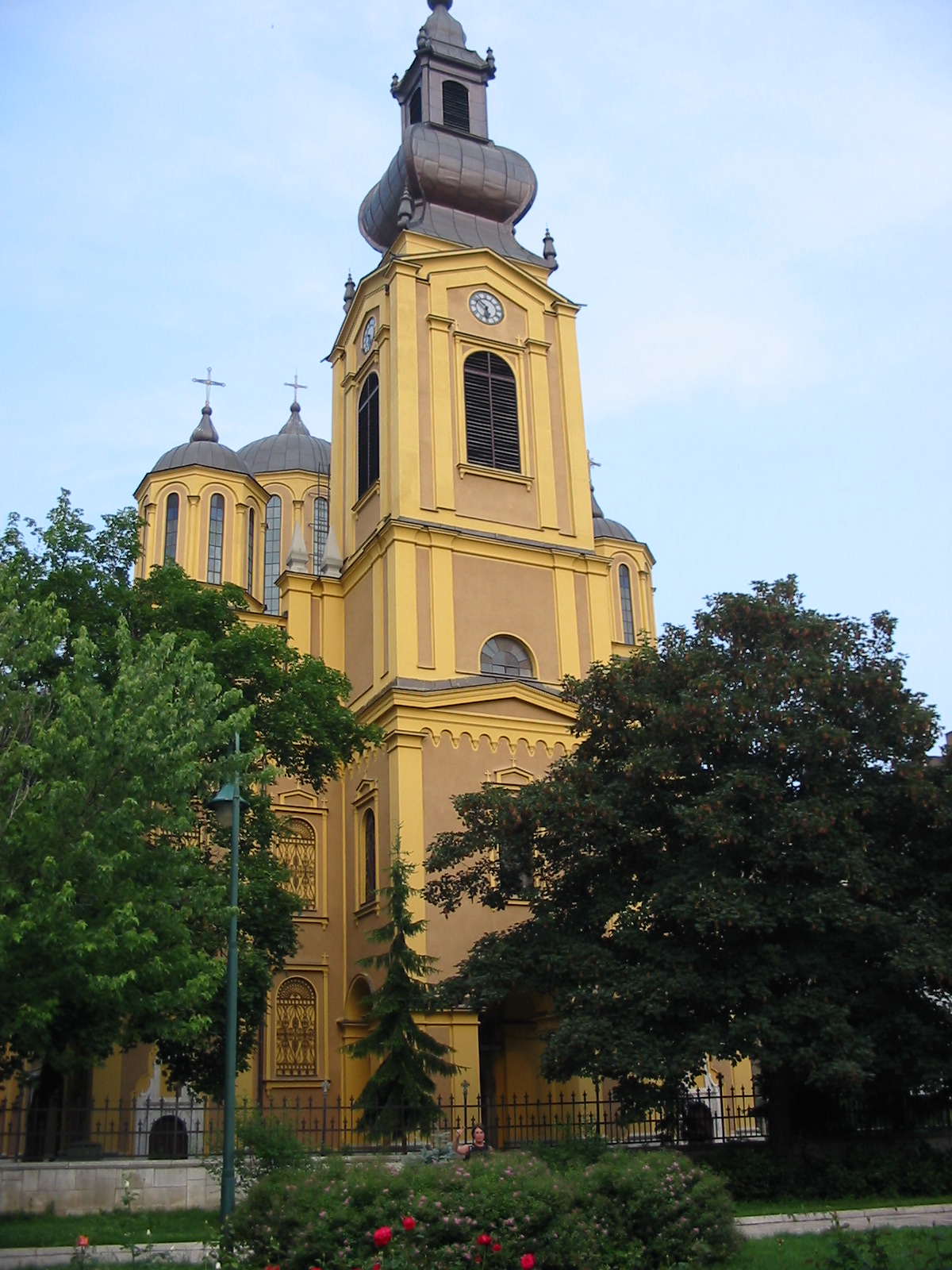
Catedral Ortodoxa Sérvia (Sarajevo)
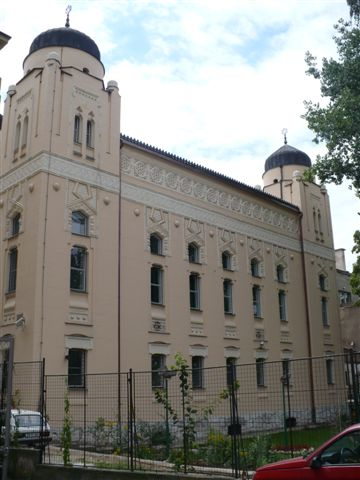
Sinagoga em Sarajevo
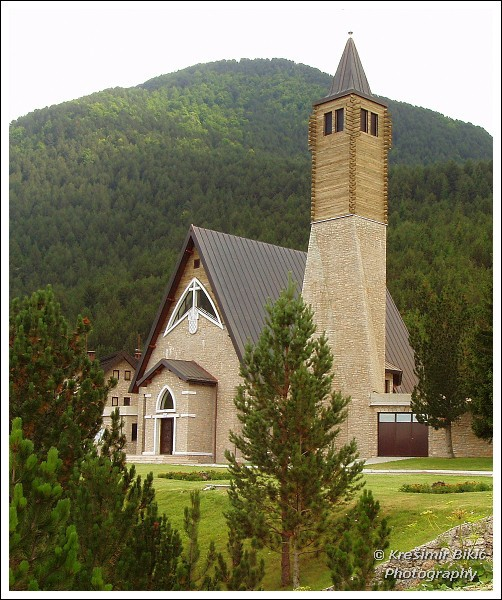
Igreja de Santo Elias (Masna Luka)
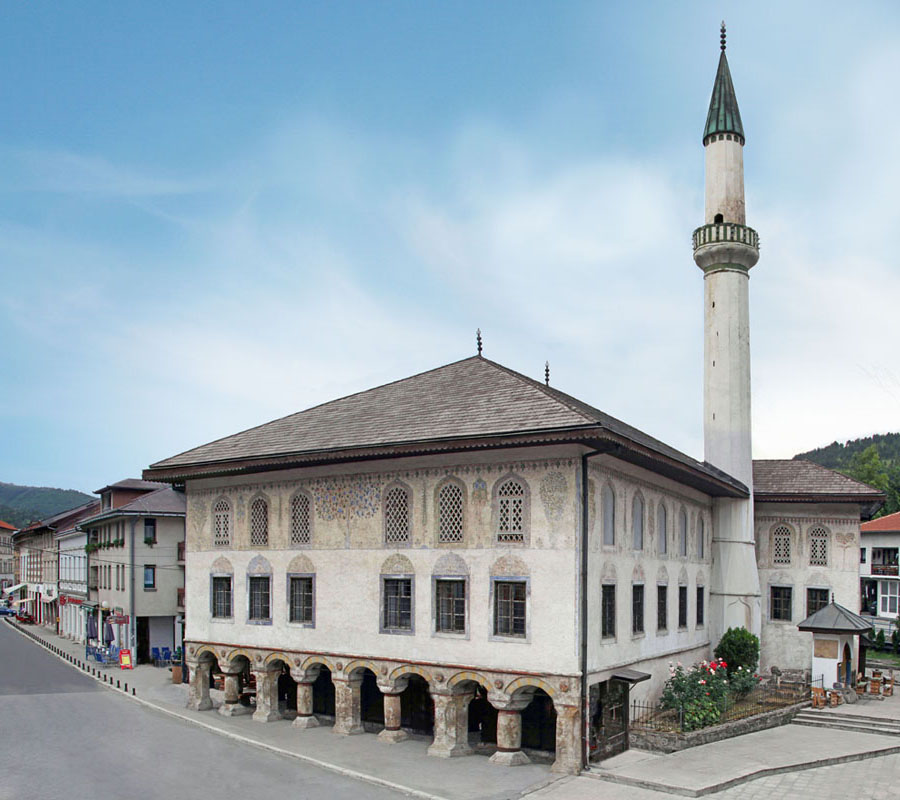
Mesquita em Travnik
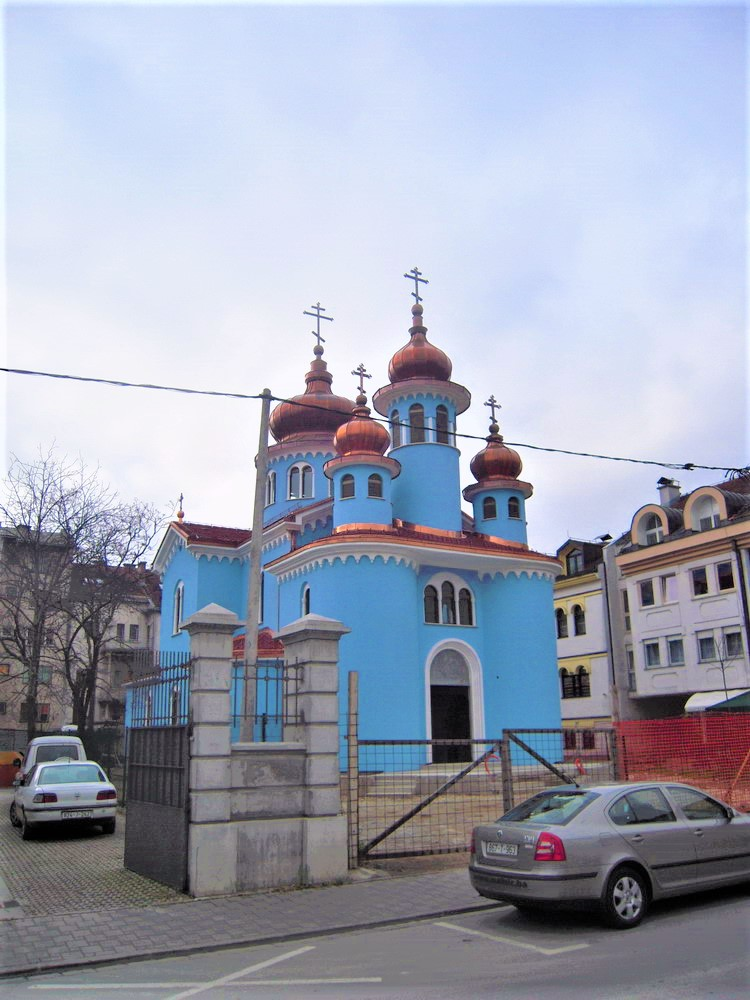
Igreja Greco-Católica em Banja Luka
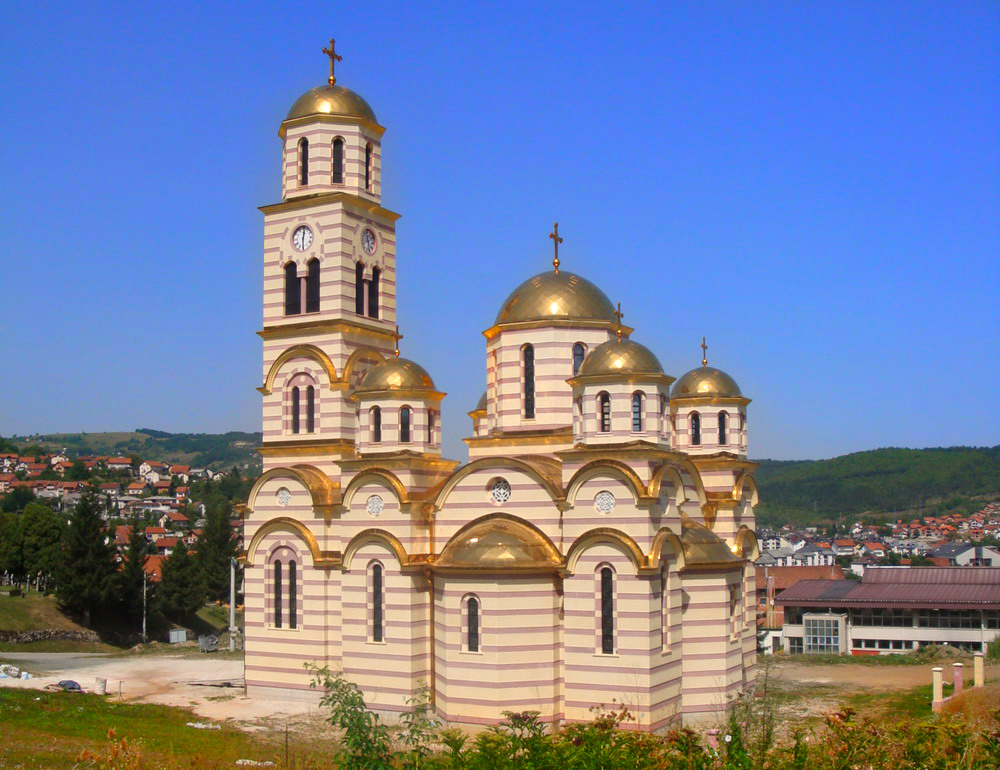
Igreja Sérvia Ortodoxa em Mrkonjić Grad
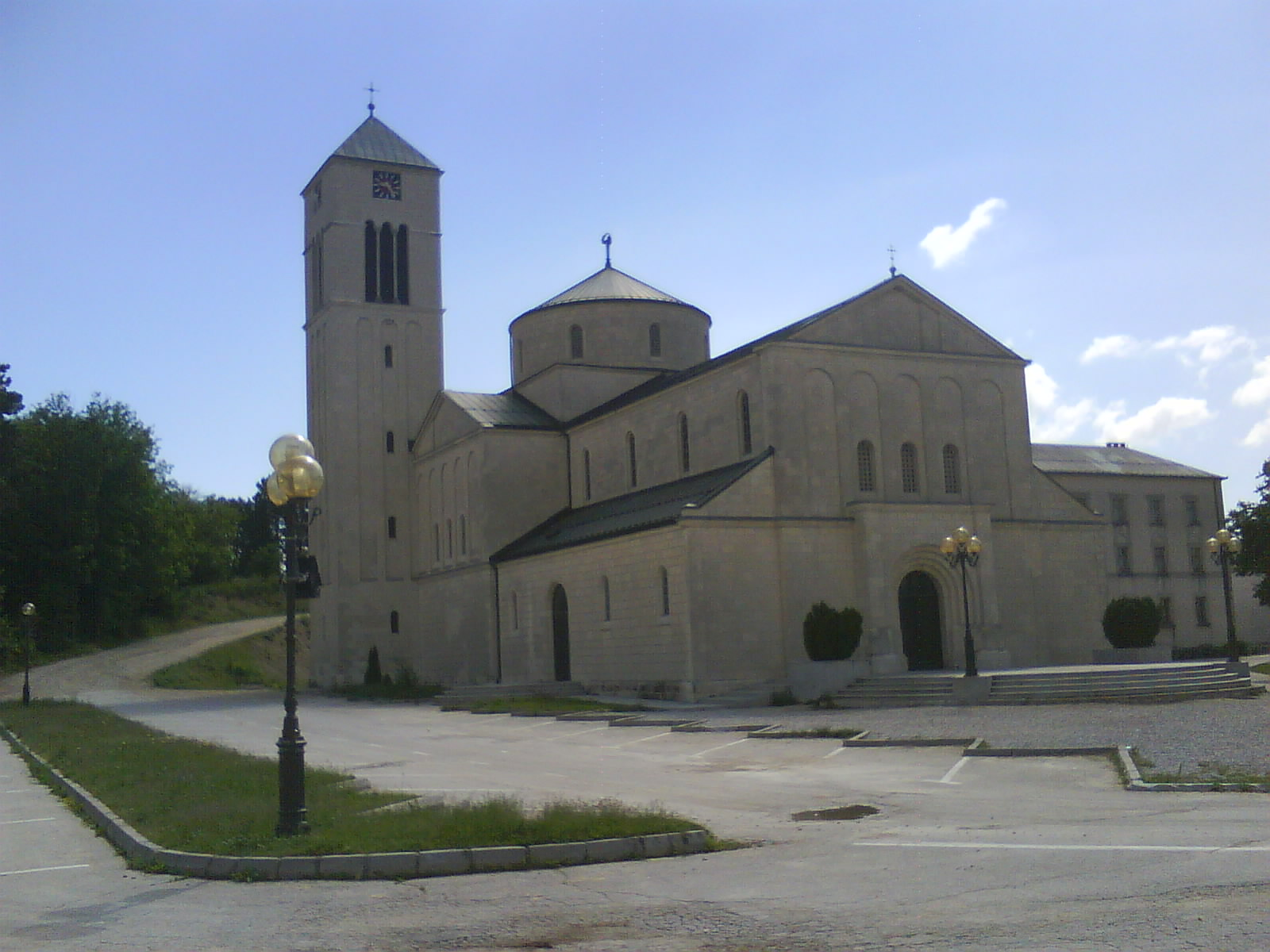
Igreja Católica Romana em Tomislavgrad